# North Island (Houtman-Abrolhos)

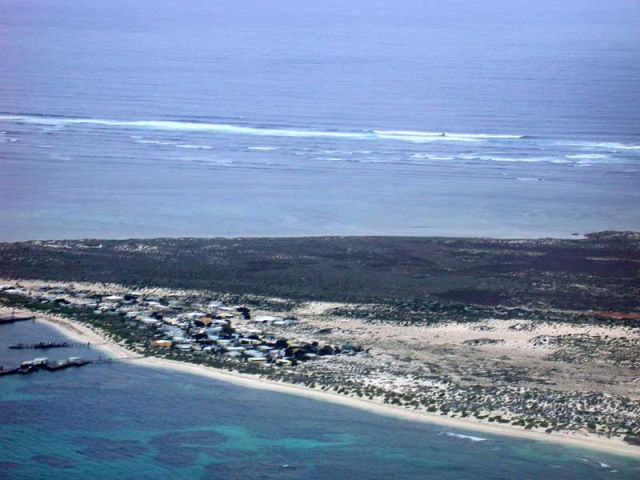
Blick auf die Ostküste

Nordinsel (englisch: North Island) ist eine kleine unbewohnte Insel im Indischen Ozean, gelegen etwa 75 km vor der westaustralischen Küste.
Sie wird überwiegend als die nördlichste Insel der Wallabi-Inseln angesehen, einer Inselgruppe im Norden des Houtman-Abrolhos-Archipels. Sie ist aber von den übrigen Wallabi-Inseln durch die South Passage getrennt, und liegt 18 km nordwestlich von West Wallabi Island und East Wallabi Island, den nächstgelegenen Inseln.
North Island ist die drittgrößte Insel der Wallabi-Inseln und gleichzeitig die drittgrößte im gesamten Houtman-Abrolhos-Archipel.